# Daniel Draper i Vidal
Daniel Draper i Vidal (Barcelona, 1923 - l'Ametlla del Vallès, 8 de juny del 1997), fou un terratinent que participà en la política municipal de l'Ametlla del Vallès. En fou alcalde durant un breu període de 3 mesos el 1974.
Propietari del mas Draper, una de les cases pairals més importants del municipi i catalogada com a Bé Cultural d'Interès Nacional, que va heretar del seu oncle Claudi Draper i Desplats, fill de Josep Maria Draper i Giroud, primer alcalde de l'Ametlla del Vallès (1897 - 1902).
Fou nomenat alcalde l'agost del 1974 i ocupà el càrrec només durant tres mesos, fins al mes de novembre, quan s'integrà en el nou equip municipal encapçalat per Josep Aymerich i Cortillas. Anteriorment havia estat primer tinent d'alcalde durant set anys amb Josep Maria Partegàs i Suari, en l'administració del qual havia ocupat diverses carteres. El 1971 havia estat elegit compromissari per representar l'Ametlla a les eleccions de diputats provincials de la Diputació de Barcelona.